# 朱敦儒
朱敦儒（1081年—1159年），字希真，洛阳人。靖康、建炎年间，朝廷数次召唤都未答应。紹興三年（1133年）被推荐补右迪功郎之职，五年（1135年）赐以进士出身担任秘书省正字。后历任兵部郎中、临安府通判、秘书郎、都官员外郎、两浙东路提点刑狱，而后致仕（退休），住在嘉禾，到秦桧下台，依旧不出，直到绍兴二十九年去世。
《宋史》卷四百四十五《文苑》七《朱敦儒传》称：“敦儒素工诗及乐府，婉丽清畅”。有词三卷，名《樵歌》。有人把朱的词风分为三段：即早年词风浓艳、丽巧；中年词风激越慷慨；闲居后词风婉明清畅。后人比之李白，誉为词仙。代表作有《鹧鸪天·西都作》，《水调歌头·淮阴作》等。

## 代表作

### 鹧鸪天·西都作
我是清都山水郎。天教分付与疏狂。曾批给雨支风券，累上留云借月章。
诗万首，酒千觞。几曾着眼看侯王。玉楼金阙慵归去，且插梅花醉洛阳。 　

### 水調歌頭·淮陰作
當年五陵下，結客佔春遊。紅纓翠帶，談笑跋馬水西頭。落日經過桃葉，不管插花歸去，小袖挽人留。換酒春壺碧，脫帽醉青樓。
楚雲驚，隴水散，兩漂流。如今憔悴，天涯何處可銷憂。長揖飛鴻舊月。不知今夕煙水，都照幾人愁。有淚看芳草，無路認西州。

## 延伸阅读
[在维基数据编辑]
 在维基文库阅读此作者作品
 《宋史/卷445》，出自脱脱《宋史》